# エドワード・モリス・アースキン
エドワード・モリス・アースキン閣下（英語: Hon. Edward Morris Erskine CB、1817年3月17日 – 1883年4月19日）は、イギリスの外交官。1864年から1872年まで在ギリシャ王国イギリス特命全権公使を、1872年から1881年まで在スウェーデン＝ノルウェーイギリス特命全権公使を務めた。

## 生涯
第2代アースキン男爵デイヴィッド・アースキンと妻1人目の妻フランシス（Frances、旧姓カドワラダー（Cadwallader）、1781年6月28日 フィラデルフィア – 1843年3月25日 イングランド、ジョン・カドワラダーの娘）の四男として、1817年3月28日に生まれた。
在バイエルンイギリス特命全権公使だった父のアタッシェを務めた後、在ブリュッセル公使館のアタッシェを務め、1852年1月10日に在トリノ公使館書記官に任命された。1858年5月10日に在ワシントンD.C.公使館書記官に異動、同年12月24日に在ストックホルム公使館書記官に異動した。1860年4月14日に在サンクトペテルブルク公使館書記官に異動、同年11月22日に在コンスタンティノープル大使館書記官に昇進した。
このように10年以上書記官を務めた後、1864年5月7日に在ギリシャ王国イギリス特命全権公使に昇進した。ギリシャ王国では最初は大きな事件もなかったが、1870年にディレッシ事件が起きた。アースキンはギリシャ政府に対し穏健な態度をとり、山賊の要求を拒否したとして当時の新聞で批判されたが、『オックスフォード英国人名事典』によれば、第1次グラッドストン内閣がパーマストンのような砲艦外交を避けようとしたため、アースキンの行動が内閣の意向を反映した形となった。
1872年7月24日に在スウェーデン＝ノルウェーイギリス特命全権公使に異動、1873年2月25日にバス勲章コンパニオン(CB)を授与された。1881年に年金を受け取って辞任、同年4月1日には後任として第8代準男爵サー・ホレス・ランボルドが任命された。
1883年4月19日、トゥイッケナムにある自宅ネヴィル・ハウス（Neville House）で死去した。

## 家族
1847年7月24日、キャロライン・ラフナン（Caroline Loughnan、1877年10月23日没、ロバート・ハミルトン・ヴォーンの娘、アンドルー・ラフナンの未亡人）と結婚、1男3女をもうけた。
- メアリー・モード（Mary Maud、1892年没） - 1872年4月16日、ウィリアム・ジョン・パーシー・ロートン（William John Percy Lawton、1883年没）と結婚、子供あり[14]。1885年9月8日、ジョージ・ウィリアム・チャールズ・スキーン（George William Charles Skene）と再婚
- エリザベス・ステュアータ（Elizabeth Steuarta、1905年8月9日没） - 1875年3月2日、オフリー・ジョン・クルー＝リード（Offley John Crewe-Read）と結婚、子供あり[14]
- エヴリン・コンスタンス（Evelyn Constance、1926年12月13日没） - 1876年6月1日、フランシス・ウィリアム・ホワイト（Francis William White、J・ホワイトの息子）と結婚、子供あり[14]
- クリスチャン・イーディス・イリナ（Christian Edith Eleanor[14]）